# Rubieiro
Rubieiro es un despoblado de la parroquia de San Martín del Valledor, en el concejo de Allande, comarca del Narcea, Principado de Asturias, España.